# Fantasy (canção)
"Fantasy" é uma canção da artista musical estadunidense Mariah Carey, contida em seu quarto álbum de estúdio Daydream (1995). Foi composta e produzida pela própria com o auxílio de Dave Hall. Incorpora o gancho da canção "Genius of Love", de Tom Tom Club, e por esta razão, outros compositores também são creditados, nomeadamente Adrian Belew, Tina Weymouth, Chris Frantz e Steven Stanley. O seu lançamento como o primeiro single do projeto ocorreu em 12 de setembro de 1995, através da Columbia Records Musicalmente derivada do R&B e do dance-pop, incorpora elementos do pop e do hip hop. Liricamente, descreve uma mulher que está apaixonada por um rapaz, e toda vez que ela o vê, começa a fantasiar sobre um relacionamento impossível com ele. O remix da faixa apresenta versos adicionais de Ol' Dirty Bastard, o que iniciou a transição de Carey para o mercado do hip hop. A capa do single foi fotografada por Steven Meisel, sendo uma versão maior da capa do álbum Daydream.
A faixa foi aclamada pela mídia especializada, a qual prezou o uso do gancho de "Genius of Love", bem como sua composição e produção. Os vocais de Carey no número também foram elogiados. Comercialmente, "Fantasy" tornou-se a segunda canção na história da tabela estadunidense Billboard Hot 100, sendo a primeira canção de uma cantora a debutar no primeiro posto da tabela. Adicionalmente, liderou a tabela estadunidense por oito semanas consecutivas e conquistou a primeira colocação nas tabelas da Austrália, do Canadá e da Nova Zelândia, enquanto listou-se nas dez melhores posições na Bélgica, na Dinamarca, na Europa, na França, no Reino Unido e em outras seis regiões.
O vídeo musical correspondente foi dirigido pela própria artista e estreou em 7 de setembro de 1995 durante os MTV Video Music Awards daquele ano. Carey criou o conceito do vídeo e escolheu o local da filmagem. Depois de ficar decepcionada com o resultado final em comparação com muitos de seus vídeos anteriores, a cantora decidiu dirigir o vídeo por conta própria. As cenas retratam Carey andando de patins em um parque de diversões, enquanto canta e se diverte. Na metade da produção, Ol' Dirty Bastard faz uma participação como um palhaço. O vídeo de "Fantasy" termina com Carey dançando em cima do teto solar de um carro com muitas outras pessoas presentes, enquanto curte e celebra a canção.
Carey apresentou "Fantasy" ao vivo em várias aparições na televisão e premiação ao redor do mundo. Carey cantou a música durante a 23ª cerimônia American Music Awards, realizada em 29 de janeiro de 1996. Além disso, foi realizada ao vivo no programa britânico de paradas musicais Top of the Pops e na televisão francesa. A canção também fez parte do repertório de diversas turnês da cantora, nomeadamente Daydream World Tour (1996), Butterfly World Tour (1998), Rainbow World Tour (2000), Charmbracelet World Tour: An Intimate Evening with Mariah Carey (2003-04) e The Adventures of Mimi (2006).

## Antecedentes
Com Daydream, Carey começou a incorporar R&B urbano e hip hop em sua música, algo muito perceptível em "Fantasy". Depois que Carey começou a escrever material para seu novo álbum Daydream, ela decidiu incluir o gancho da música de Tom Tom Club "Genius of Love" em uma música otimista. Depois, Carey e Hall começaram a incorporar o sampler na letra e na melodia que ela já havia produzido. Carey descreveu como a ideia de provar a música se tornou realidade:

Eu ouvia o rádio e ouvia 'Genius of Love', e não ouvia há muito tempo. Isso me lembrou de crescer e ouvir rádio, e esse sentimento que a música me deu parecia combinar com a melodia e a ideia básica que eu tinha de "Fantasy". Inicialmente, contei a Dave sobre a ideia e fizemos. Ligamos para o Tom Tom Club e eles realmente gostaram.

Carey lembrou como os escritores da música ficaram realmente intrigados com a ideia de Carey experimentar a música e imediatamente assinaram os direitos. Depois que Carey apresentou a Hall a amostra, o refrão e a batida, ele desenvolveu um ritmo familiar que, segundo ele, "destacaria a voz de Carey". Depois que eles completaram a música, o marido de Carey e CEO da Columbia, Tommy Mottola ouviu "Fantasy" e concordou em incluí-la no álbum. A capa do single foi filmada pelo melhor fotógrafo de moda Steven Meisel. Uma versão recortada da fotografia também foi usada como capa do álbum. Hall descreveu sua experiência em escrever a música com Carey:

[Era] uma música divertida de se fazer. Mariah me trouxe 'Genius of Love' e eu coloquei algumas cordas nele e coloquei em um ritmo que eu me senti muito bem e destaquei sua voz. E essa música não levou apenas um minuto para ser feita, porque ela realmente acabou isso em dois dias. Nós fizemos uma cópia grosseira e deixamos Tommy Mottola ouvir e ele adorou, então tudo o que tivemos que fazer foi trazê-lo de volta e misturá-lo.

## Composição
"Fantasy" é uma canção de andamento acelerado, Tendo como sonoridade principal dentro de sua composição o R&B e o dance-pop, além de conter interpolações outros gêneros musicais como; funk, hip hop e bubblegum pop. "Fantasy" se move a um ritmo de 102 batimentos por minuto. O remix, que apresenta versos de rap do ODB, também incorpora elementos de hip-hop na ponte.
A música contém baixo pesado e percussão, além dos samples de "Genius of Love".. A canção é definida no tempo comum de assinatura e é escrita na tecla de Sol maior. Possui um básica progressão de acordes de A♭-F ♭-1 O alcance vocal de Carey na música abrange desde a nota de D3 até a nota alta de F6; as partes de piano e violão também variam de D♭4 a E♭ 5. A música contém letras de coral escritas por Carey, que também desenvolveu a melodia e a batida original da música. A instrumentação e a produção foram executadas por Dave Hall, enquanto co-organizavam e produziam a faixa. Os membros do Tom Tom Club, Tina Weymouth, Chris Frantz, Steven Stanley e Adrian Belew são creditados como escritores devido à inclusão do sample e da música que eles escreveram.

## Recepção crítica
Após o seu lançamento, "Fantasy" recebeu elogios dos críticos de música contemporânea. Bill Lamb, do About.com, foi muito positivo na música, chamando-a de "verdadeiramente inspiradora" e uma "marca d'água na carreira" de Carey. Stephen Thomas Erlewine do Allmusic, também elogiou a música, dizendo: "Carey continua a aperfeiçoar seu ofício e que ela ganhou seu status de diva de R&B/pop". Stephen Holden, do The New York Times elogiou a música, descrevendo-a "com 'Fantasia', Carey desliza confiante para o território onde o soul pop com sabor de gospel encontra o hip-hop leve e gravou algumas das músicas corais mais maravilhosamente encontradas em um álbum contemporâneo". Além disso, ele afirmou que "Fantasy" realizou alguns dos melhores momentos do álbum, escrevendo "ela continua a tornar a música pop tão deliciosamente atraente quanto os melhores momentos de  "Fantasy." A Slant Magazine classificou a música no número sessenta em sua lista de "Os Melhores singles dos anos 90", escrevendo "é um escapismo aperfeiçoado, [uma] pedra de chiclete no verão com uma linha vocal doce e sem falhas, impulsionada por uma diva em seu auge".

## Desempenho comercial
"Fantasy" alcançou forte sucesso comercial em todo o mundo. A música se tornou o nono single número um de Carey na parada americana Billboard Hot 100. Tornou-se o primeiro single de uma artista feminina a estrear no topo da parada, e apenas o segundo a conseguir esse feito depois de "You Are Not Alone" de Michael Jackson. Ele estreou no topo da Billboard Hot 100 devido às fortes vendas, que deveriam exceder 229.000 cópias. Ele passou oito semanas no topo do gráfico, de 24 de setembro a 18 de novembro de 1995, a estadia mais longa de Carey na época, ao lado de "Dreamlover" (1993). Substituiu "Gangsta's Paradise" de Coolio, e foi substituído por "Exhale (Shoop Shoop)" de Whitney Houston. "Fantasy" passou 23 semanas no top 40 e teve sucesso em outros formatos da Billboard, incluindo as paradas de R&B e dance. a canção estreou no número 11 no gráfico Mainstream R&B/Hip-Hop, estabelecendo um recorde na época de maior estréia nos gráficos, que acabaria por ser ultrapassado por "Nice for What" Drake em 2018, a sua fortes vendas levaram a uma certificação de platina dupla pela Recording Industry Association of America (RIAA), o primeiro single de Carey a conseguir esse feito. "Fantasy" foi o segundo single mais vendido de 1995 nos EUA, com vendas de 1 500 000. Ficou em sétimo lugar nas paradas de final de ano da Hot 100 em 1995 e em 49º na parada de fim de ano de 1996. "Fantasy" ficou em 15º lugar no ranking das 100 maiores da década de 90.
Na Austrália, a música liderou o ranking e foi certificada como platina pela Australian Recording Industry Association (ARIA). No Canadá, a música estreou no RPM Singles Chart no número 95 na edição de 2 de outubro de 1995, e alcançou o topo da parada em 20 de novembro de 1995. Estave presente no gráfico por um total de 20 semanas e ficou em 18º no gráfico de final de ano da RPM em 1995. "Fantasy" também alcançou o top 10 na maioria dos países da Europa e o top 20 no gráfico da Oricon no Japão. Ele alcançou o pico entre os cinco primeiros na Bélgica (Valônia), Finlândia, França e Reino Unido; e no top 10 da Bélgica (Flandres), Irlanda, Noruega, Países Baixos e Suíça. "Fantasy" foi certificado em prata na França e ouro no Reino Unido, pelo Syndicat National de l'Édition Phonographique (SNEP) e British Phonographic Industry (BPI), respectivamente. Segundo a The Official Charts Company, a música vendeu 400 000 cópias no Reino Unido. A música também liderou as paradas na Nova Zelândia, onde foi certificada como platina pela Recording Industry Association of New Zealand (RIANZ).

## Remixes
Carey trabalhou com o produtor Puff Daddy para criar o remix oficial, o remix de Bad Boy de "Fantasy". Enquanto Columbia permitiu a Carey mais clemência com a música que gravou, eles ficaram hesitantes quando ela apresentou O.D.B. no remix de "Fantasy". Eles temiam que a mudança repentina fosse completamente deixada para a música dela, e temiam que isso prejudicasse o sucesso do álbum. Finalmente, o remix da Bad Boy usou raps convidados do ODB e vocais de Puff Daddy. Alguns dos elementos de R&B da música foram removidos para o remix, enquanto a linha de baixo e o sampler de "Genius of Love" foram enfatizadas. Existe uma versão que omite os versos de Ol 'Dirty Bastard. O "Bad Boy Fantasy Remix" combina o refrão da versão original e o refrão do Bad Boy Remix, removendo os vocais de Ol 'Dirty Bastard de seu segundo verso. Carey regravou os vocais para remixes de clubes da música de David Morales, intitulada "Daydream Interlude (Fantasy Sweet Dub Mix)". O remix de Bad Boy recebeu críticas positivas dos críticos de música. Ken Tucker, da Entertainment Weekly, elogiou a música, afirmando ser uma das poucas faixas em que Carey "se define". Além disso, ele elogiou a música, escrevendo "Na melhor das hipóteses, como ela está nessa faixa corajosa e cortante, Carey é uma diva do disco dos anos 90, uma sucessora digna de mulheres pioneiras como Donna Summer e Vicki Sue Robinson, cantoras de R&B com uma afinidade pelo ritmo sem fim. Disco? Não é de admirar que a maioria dos críticos de rock não possa ficar atrás dela. Festeje, Mariah".
Carey afirmou que o remix da Bad Boy contribuiu para mais da metade das vendas de "Fantasy".
O "Bad Boy Mix" seria apresentado na compilação nº #1’s de Carey em 1998 e também nos remixes de 2003, juntamente com o "Def Club Mix", enquanto a versão "Bad Boy Fantasy" apareceria no Number 1 to Infinity de 2015.

## Vídeo musical

Carey durante uma cena do videoclipe de "Fantasy", enquanto está dentro de uma montanha russa conhecida como "Dragon Coaster" da Playland

O videoclipe do single foi o primeiro que Carey dirigiu por conta própria. Carey foi aberta sobre o fato de que ela não tinha sido feliz com alguns de seus vídeos musicais anteriores. Ela decidiu, portanto, dirigir o vídeo sozinha, de modo que o resultado seria a sua escolha exata. Carey disse que sua inspiração para o vídeo era dar um "sentimento livre e aberto", tentando retratar a liberdade que ela finalmente alcançou ao poder dirigir seu primeiro vídeo. O vídeo de "Fantasy" estreou em 7 de setembro, no MTV Video Music Awards. O vídeo começa com Carey de patins em frente à entrada do calçadão no parque de diversões Playland, localizado em Rye, Nova York e dentro da The Dragon Coaster, a montanha russa de assinatura do parque. O vídeo continua com vários trechos de Carey até o final do segundo verso. Posteriormente, o vídeo muda para uma cena noturna que envolve pessoas dançando no estacionamento e em cima de carros.

Eu tinha feito muitos vídeos e nem sempre estava cem por cento emocionada. Na maioria das vezes, nunca fiquei empolgada com os resultados, então pensei em me dar uma chance na direção. Era um conceito bastante simples. A maioria das cenas foi exibida no parque de diversões, em uma celebração ao ar livre até tarde da noite. Fiquei muito feliz por poder incluir o ODB no vídeo remix.

Após suas ações, Carey se junta às festividades e pula em cima de um carro e começa a cantar e dançar ao baixo forte e ao ritmo de R&B tocando nos aparelhos de som. O vídeo também contém uma cena envolvendo uma jovem adorável que tenta imitar Carey e cujo personagem reaparece no vídeo do single de Carey "Shake It Off" (2005). A gravação do vídeo ocorreu em meados de agosto de 1995. No vídeo oficial do remix da música, ODB faz algumas aparições como palhaço, bem como no calçadão durante cenas adicionais com Carey. Mariah incluiu seu namorado do colegial, Nick, no vídeo (visto andando no banco atrás dela na montanha-russa de camiseta listrada amarela e preta).

## Prêmios e distinções
"Fantasy" ganhou muitos prêmios de prestígio em toda a indústria da música em 1995 e 1996. No Blockbuster Entertainment Awards, a música ganhou o prêmio de "Single favorito". Além disso, a música recebeu o prêmio "Pop Award" na Sociedade Americana de Compositores, Autores e Editores (ASCAP), em 1996. Carey ganhou o prêmio "Registro de Dança do Ano" no "National Dance Music Awards" em 1996. "Fantasy" ganhou dois prêmios no "Winter Music Conference National Dance Music Awards", por "Favorite Single" e "Dance Record of the Year". A música ganhou o prêmio de "Canção Pop do Ano" em 1997, bem como o prêmio "Single favorito" no anual "Archer Awards da  Broadcast Music Incorporated (IMC). A música também foi indicada para Best Female Pop Vocal Performance no Grammy Awards.

## Apresentações ao vivo

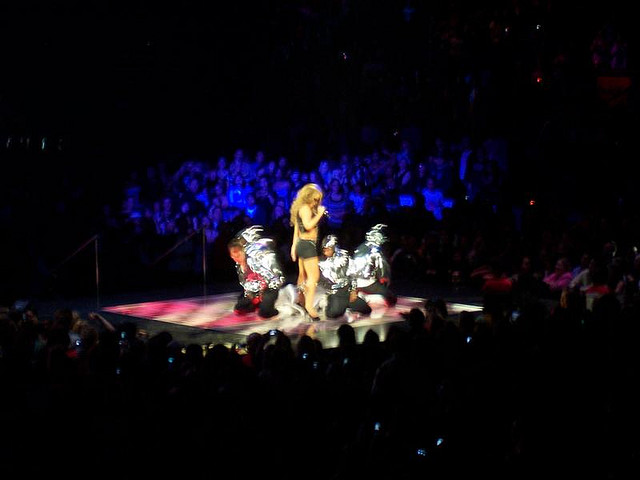
Carey e seus dançarinos tocando "Fantasy" na Adventures of Mimi Tour em 2006

"Fantasy" foi apresentado no 23º American Music Awards, onde Carey ganhou dois dos principais prêmios. Para a apresentação, Carey usava um longo casaco preto e botas, calças e blusa combinando, e era apoiada por três vocalistas de fundo. Além disso, Carey cantou "Fantasy" no programa britânico de paradas musicais Top of the Pops, durante uma parada promocional no Reino Unido em 12 de setembro de 1995. Durante a gravação, ela usava uma blusa azul e uma blusa preta. Dois dias depois, Carey apareceu na televisão francesa, onde ela cantou ao lado de vários dançarinos masculinos e femininos. Carey vestiu uma blusa branca à mostra da cintura e calça preta de couro e botas de salto combinando. Trey Lorenz e duas vocalistas femininas também apareceram no palco durante a gravação do show. Além das aparições na televisão, a música foi tocada em várias partes das turnês de Carey.
"Fantasy" foi apresentada em todos os shows da turnê mundial Daydream (1996), com a versão do álbum. A apresentação foi afinada de maneira semelhante ao recital de Carey no American Music Awards, apresentando roupas, coreografias de dança e configurações semelhantes. A versão remix foi executada em sua Butterfly World Tour (1998), Rainbow World Tour (2000), Charmbracelet World Tour: An Intimate Evening with Mariah Carey (2003–04), The Adventures of Mimi tour (2006), The Elusive Chanteuse Show (2014) e Caution World Tour (2019), cada um com uma sinopse variada. Em 1998, foi a primeira vez que Carey cantou a versão remix em concerto, colocando uma grande tela de projeção no palco e apresentando trechos e recortes deOl' Dirty Bastard ao longo do vídeo. Além disso, Carey vestia jeans azul e blusa branca e dançava várias coreografias com vários dançarinos. Durante a Charmbracelet Tour e Rainbow Tour, o segmento de shows foi semelhante à sua turnê anterior. A música foi apresentada no setlist selecionado de três shows gravados ao vivo de Carey, Fantasy: Mariah Carey at Madison Square Garden, The Adventures of Mimi e Around the World. Carey também apresentou a música como a nona no setlist de sua residência em 2015 em Las Vegas, Number 1's.

## Legado
Em meados da década de 90, Carey foi pioneira em um subgênero que algumas pessoas chamam de dueto de bandidos. Atualmente, espera-se que estrelas pop bem-humoradas colaborem com rappers grosseiros, mas quando Carey se uniu a Ol 'Dirty Bastard, do Wu-Tang Clan, para o hit de 1995 "Fantasy (Remix)", foi uma surpresa, e um estrondo.

—Kelefa Sanneh do The New York Times comenta a influência e o impacto do remix da música
"Fantasy" exemplificou como uma amostra de música poderia ser transformada "em uma obra-prima pop totalmente realizada". Devido ao sucesso e influência da música, Carey é creditada por introduzir a colaboração de R&B e hip hop na cultura pop popular e por popularizar os rappers como um artista de destaque em suas músicas pós-1995. Sasha Frere-Jones, editora do The New Yorker comentou em referência ao remix da música: "Tornou-se padrão para estrelas de R&B/hip-hop como Missy Elliott e Beyoncé, combinar melodias com versos rapados. E jovens pop stars brancos — incluindo Britney Spears, 'N Sync e Christina Aguilera— passou boa parte dos últimos dez anos fazendo música pop que é inconfundivelmente R&B". Além disso, Jones conclui que "Sua ideia de emparelhar a pássaro com os principais MCs masculinos do hip-hop mudou o R&B e, eventualmente, tudo do pop". Embora agora alguém esteja livre para usar essa ideia, o sucesso de "Mimi" [ref. para The Emancipation of Mimi, seu décimo álbum de estúdio lançado quase uma década depois de Fantasy] sugere que ele ainda pertence a Carey".
John Norris, da MTV News, afirmou que o remix era "responsável por, eu diria, uma onda inteira de música que vimos desde então e que é a colaboração R&B-hip-hop. Você poderia argumentar que o remix de 'Fantasy' foi a gravação mais importante que ela já fez". Norris ecoou os sentimentos de TLC 's Lisa Lopes do TLC, que disse à MTV que é por causa de Mariah que temos 'Hip-Pop'. Judnick Mayard, escritor do TheFader, escreveu que, em relação à colaboração com R&B e hip hop, "a campeã desse movimento é Mariah Carey". Mayard também expressou que "Até hoje ODB e Mariah ainda pode ser a melhor e mais aleatória colaboração de hip hop de todos os tempos", citando que, devido a gravação de "Fantasy", "R&B e Hip Hop tornara-se os melhores irmãos adotivos".

## Lista de faixas e formatos
| CD single Mundial 1. "Fantasy" – 4:04 2. "Fantasy" (Bad Boy) Com participação de O.D.B. – 4:53 CD Maxi-single nº 1/EUA 1. "Fantasy" (versão do álbum) – 4:06 2. "Fantasy" (Bad Boy Fantasy) – 4:51 3. "Fantasy" (Bad Boy) Com participação de O.D.B. – 4:52 4. "Fantasy" (Bad Boy Mix) – 4:14 5. "Fantasy" (Def Club Mix) – 11:15 | CD Maxi-single nº 2/EUA 1. "Fantasy" (MC Mix) – 6:29 2. "Fantasy" (Puffy's Mix) – 4:53 3. "Fantasy" (Puffy's Club Mix) – 4:49 4. "Fantasy" (The Boss Dub) – 8:53 5. "Fantasy" (Sweet Dub Mix) – 8:11 |

## Créditos e equipe
Créditos adaptados das anotações do Daydream.
- Mariah Carey – co-produção, composição, vocals
- Dave Hall – co-produção, composição
- Tina Weymouth – composição
- Chris Frantz – composição
- Steven Stanley – composição
- Adrian Belew – composição

## Desempenho nas tabelas musicais
| Tabela musical (1995)                         | Melhor posição |
| --------------------------------------------- | -------------- |
| Alemanha (Official German Charts)             | 17             |
| Austrália (ARIA)                              | 1              |
| Áustria (Ö3 Austria Top 75)                   | 13             |
| Bélgica (Ultratop 50 de Flandres)             | 9              |
| Bélgica (Ultratop 50 da Valônia)              | 3              |
| Canadá (The Record)                           | 1              |
| Canadá (RPM Singles Chart)                    | 1              |
| Canadá (RPM Dance)                            | 1              |
| Dinamarca (Tracklisten)                       | 5              |
| Escócia (Scottish Singles Chart)              | 10             |
| Estados Unidos (Billboard Hot 100)            | 1              |
| Estados Unidos (Billboard Adult Contemporary) | 8              |
| Estados Unidos (Billboard Adult Top 40)       | 8              |
| Estados Unidos (Billboard Dance Club Songs)   | 1              |
| Estados Unidos (Billboard R&B/Hip-Hop Songs)  | 1              |
| Estados Unidos (Billboard Mainstream Top 40)  | 1              |
| Estados Unidos (Billboard Rhythmic)           | 1              |
| Europa (European Hot 100 Singles)             | 4              |
| Finlândia (Suomen virallinen lista)           | 2              |
| França (SNEP)                                 | 5              |
| Islândia (Íslenski Listinn Topp 40)           | 17             |
| Irlanda (IRMA)                                | 10             |
| Itália (Musica e dischi)                      | 9              |
| Japão (Oricon Singles Chart)                  | 18             |
| Países Baixos (Dutch Top 40)                  | 9              |
| Países Baixos (Single Top 100)                | 10             |
| Noruega (VG-lista)                            | 10             |
| Nova Zelândia (Recorded Music NZ)             | 1              |
| Reino Unido (UK Singles Chart)                | 4              |
| Reino Unido (OCC UK R&B)                      | 2              |
| Suécia (Sverigetopplistan)                    | 13             |
| Suíça (Schweizer Hitparade)                   | 10             |

| Tabela musical (1994)                            | Melhor posição |
| ------------------------------------------------ | -------------- |
| Austrália (ARIA)                                 | 18             |
| Bélgica (Ultratop 50 Wallonia)                   | 41             |
| Canadá (RPM)                                     | 18             |
| Canadá (RPM Adult Contemporary)                  | 37             |
| Canadá (RPM Dance)                               | 5              |
| Estados Unidos (Billboard Hot 100)               | 7              |
| Estados Unidos (Billboard Hot Dance Club Songs)  | 8              |
| Estados Unidos (Billboard Hot R&B/Hip-Hop Songs) | 14             |
| França (SNEP)                                    | 24             |
| Nova Zelândia (Recorded Music NZ)                | 4              |
| Países Baixos (Dutch Top 40)                     | 93             |
| Países Baixos (Single Top 100)                   | 77             |
| Reino Unido (Official Charts Company)            | 37             |
| Tabela musical (1995)                            | Melhor posição |
| Estados Unidos (Billboard Hot 100)               | 49             |
| Estados Unidos (Billboard Hot R&B/Hip-Hop Songs) | 86             |

| Tabela musical (1990–99)           | Melhor posição |
| ---------------------------------- | -------------- |
| Estados Unidos (Billboard Hot 100) | 15             |

| Tabela musical (1958–2019)         | Melhor posição |
| ---------------------------------- | -------------- |
| Estados Unidos (Billboard Hot 100) | 263            |

## Vendas e certificações
</ref>}}
| Região                                                                                             | Certificação | Vendas                              |
| -------------------------------------------------------------------------------------------------- | ------------ | ----------------------------------- |
| Austrália (ARIA)                                                                                   | 2× Platina   | 140,000^                            |
| Estados Unidos (RIAA)                                                                              | 3× Platina   | 1,605,000 (físico)640,000 (digital) |
| França (SNEP)                                                                                      | Prata        | 125,000*                            |
| Nova Zelândia (RMNZ)                                                                               | Platina      | 10,000*                             |
| Reino Unido (BPI)                                                                                  | Ouro         | 479,000                             |
| *números de vendas baseados somente na certificação ^distribuições baseadas apenas na certificação |              |                                     |